# Joe Inscoe
Joe Inscoe – amerykański aktor filmowy, telewizyjny i teatralny.
Najbardziej znany z roli Harlana Hubbarda IV w serialu Linc's (1998-2000), gościnnego udziału w Skazanym na śmierć (2006), a także z drugoplanowego występu w horrorze Krew niewinnych (2000), jako Tom Sisler, dyrektor szkoły średniej.